# Brani musicali di Laura Pausini
Questa pagina contiene l'elenco dei brani musicali della cantante/cantautrice italiana Laura Pausini incisi nel corso della sua carriera, compresi collaborazioni con altri artisti, cover e demo.

## Brani in lingua italiana
Inediti
| Titolo                                     | Anno di registrazione | Album di pubblicazione |
| ------------------------------------------ | --------------------- | --- |
| Non c'è                                    | 1993 2001             | • Laura Pausini Italian Edition (1993) * Laura Pausini English Edition (1995) * Bravo Hits 6 (compilation 1993) * The Best of Laura Pausini - E ritorno da te (New Version) (2001) * Live 2001-2002 World Tour (New Version Live) (DVD 2002) * Live in Paris 05 (New Version Live) (DVD 2005) * Io canto Greek Edition (New Version) (come Bonus Track) (CD-ROM 2006) * San Siro 2007 (New Version Live) (DVD 2007) * Inedito - Special Edition (New Version Live) (DVD 2012) * Fatti sentire ancora (Medley Acustico Live) (DVD 2018) * Hazte sentir más (Medley Acustico Live) (DVD 2018) |
| Mi rubi l'anima (con Raf)                  | 1993                  | • Laura Pausini Italian Edition (1993) * Live 2001-2002 World Tour (Live solista) (DVD 2002) * Live in Paris 05 (Medley Live solista) (CD, DVD 2005) |
| Dove sei                                   | 1993                  | • Laura Pausini Italian Edition (1993) * San Siro 2007 (Medley Live) (CD, DVD 2007) * Laura Live World Tour 09 (Medley Pop Live) (DVD 2009) * Laura Live Gira Mundial 09 (Medley Pop Live) (DVD 2009) |
| Baci che si rubano                         | 1993                  | • Laura Pausini Italian Edition (1993) |
| Tutt'al più                                | 1993                  | • Laura Pausini Italian Edition (1993) * Laura Pausini English Edition (1995) |
| La solitudine                              | 1993 2001 2013        | • Laura Pausini Italian Edition (1993) * Laura Pausini Venezuelan Edition (come Bonus Track) (MC 1994) * Laura Pausini Japanese Edition (come Bonus Track) (1995) * Supersanremo 93 (compilation 1993) * Hit Box Vol. 5 (compilation 1994) * The Best of Laura Pausini - E ritorno da te (New Version) (2001) * Live 2001-2002 World Tour (New Version Live) (DVD 2002) * Live in Paris 05 (New Version Live) (CD, DVD 2005) * Io canto Greek Edition (New Version) (come Bonus Track) (CD-ROM 2006) * San Siro 2007 (New Version Live) (CD, DVD 2007) * Laura Live World Tour 09 (New Version Live) (CD 2009) * Amiche per l'Abruzzo (Live con Gianna Nannini) (DVD 2009) * Hit Machine Vol. 11 (New Version) (compilation 2001) * 20 - The Greatest Hits (New Version 2013 con la collaborazione di Ennio Morricone) (2013) * Fatti sentire ancora (Medley Live) (DVD 2018) * Hazte sentir más (Medley Live) (DVD 2018) |
| Perché non torna più                       | 1993                  | • Laura Pausini Italian Edition (1993) * Laura Pausini English Edition (1995) |
| Il cuore non si arrende                    | 1993                  | • Laura Pausini Italian Edition (1993) |
| Gente                                      | 1994 2001 2013        | • Laura (1994) * Laura Pausini English Edition (1995) * The Best of Laura Pausini - E ritorno da te (Ordinary People New Version) (2001) * Live 2001-2002 World Tour (Ordinary People New Version Live) (DVD 2002) * Live in Paris 05 (Ordinary People New Version Live) (CD, DVD 2005) * San Siro 2007 (Ordinary People New Version Live) (CD, DVD 2007) * Inedito - Special Edition (Ordinary People New Version Live) (DVD 2012) * Inédito - Special Edition (Ordinary People New Version Live) (DVD 2012) * 20 - The Greatest Hits (New Version 2013) (2013) |
| Lui non sta con te                         | 1994                  | • Laura (1994) * Laura Pausini English Edition (1995) |
| Strani amori                               | 1994 2001 2010 2013   | • Laura (1994) * Supersanremo 94 (compilation 1994) * Laura Pausini English Edition (1995) * Una canzone per te (compilation 1998) * The Best of Laura Pausini - E ritorno da te (New Version) (2001) * Live 2001-2002 World Tour (New Version Live) (DVD 2002) * Live in Paris 05 (New Version Medley Live) (CD, DVD 2005) * San Siro 2007 (New Version Medley Live) (CD, DVD 2007) * Renato Russo: Duetos (duetto virtuale con Renato Russo) (album commemorativo 2010) * 20 - The Greatest Hits (New Version 2013) (2013) * Fatti sentire ancora (Medley Acustico Live) (DVD 2018) * Hazte sentir más (Medley Acustico Live) (DVD 2018) |
| Ragazze che                                | 1994                  | • Laura (1994) * Laura Pausini English Edition (1995) |
| Il coraggio che non c'è                    | 1994                  | • Laura (1994) * Laura Pausini English Edition (1995) |
| Un amico è così                            | 1994                  | • Laura (1994) * Live in Paris 05 (Medley Live) (CD, DVD 2005) |
| Amori infiniti                             | 1994                  | • Laura |
| Cani e gatti                               | 1994                  | • Laura |
| Anni miei                                  | 1994                  | • Laura |
| Lettera                                    | 1994                  | • Laura (1994) * Laura Pausini English Edition (1995) * Live in Paris 05 (Medley Live) (DVD 2005) * San Siro 2007 (Medley Live) (DVD 2007) |
| Le cose che vivi                           | 1996                  | • Le cose che vivi (1996) * The Best of Laura Pausini - E ritorno da te (2001) * Live 2001-2002 World Tour (Live) (DVD 2002) * Live in Paris 05 (Live) (CD, DVD 2005) * San Siro 2007 (Live) (DVD 2007) * Laura Live World Tour 09 (Live) (CD, DVD 2009) * Fatti sentire ancora (Medley Pop Live) (DVD 2018) * Hazte sentir más (Medley Pop Live) (DVD 2018) |
| Ascolta il tuo cuore                       | 1996                  | • Le cose che vivi (1996) * The Best of Laura Pausini - E ritorno da te (2001) * Live 2001-2002 World Tour (Live) (DVD 2002) * San Siro 2007 (Live) (CD, DVD 2007) * 20 - The Greatest Hits (Live 2007) (2013) * 20 - Grandes Exitos (Live 2007) (2013) |
| Incancellabile                             | 1996 2013             | • Le cose che vivi (1996) * The Best of Laura Pausini - E ritorno da te (2001) • Live 2001-2002 World Tour (Live) (DVD 2002) * Live in Paris 05 (Live) (CD, DVD 2005) * San Siro 2007 (Live) (DVD 2007) * Laura Live World Tour 09 (Medley Soft Live) (DVD 2009) * Laura Live Gira Mundial 09 (Medley Soft Live) (DVD 2009) * 20 - The Greatest Hits (New Version) (2013) * Fatti sentire ancora (Live) (DVD 2018) * Hazte sentir más (Live) (DVD 2018) |
| Seamisai                                   | 1996                  | • Le cose che vivi (1996) * Esperanca (2003) |
| Angeli nel blu                             | 1996                  | • Le cose che vivi (1996) * Live 2001-2002 World Tour (Live) (DVD 2002) |
| Mi dispiace                                | 1996                  | • Le cose che vivi (1996) * San Siro 2007 (sottofondo crediti) (DVD 2007) |
| Due innamorati come noi                    | 1996                  | • Le cose che vivi (1996) * Laura Live World Tour 09 (Medley Soft Live) (DVD 2009) * Laura Live Gira Mundial 09 (Medley Soft Live) (DVD 2009) |
| Che storia è                               | 1996                  | • Le cose che vivi |
| 16/5/74                                    | 1996                  | • Le cose che vivi |
| Un giorno senza te                         | 1996                  | • Le cose che vivi |
| La voce                                    | 1996                  | • Le cose che vivi |
| Il mondo che vorrei                        | 1996                  | • Le cose che vivi (1996) * Live 2001-2002 World Tour (Live) (DVD 2002) * Live in Paris 05 (Medley Live) (DVD 2005) * Pavarotti & Friends S.O.S. Iraq (Live) (compilation 2004) |
| La mia risposta                            | 1998                  | • La mia risposta (1998) * Lo mejor de Laura Pausini - Volveré junto a ti (2001) * Live 2001-2002 World Tour (Live) (DVD 2002) * Live in Paris 05 (Medley Live) (DVD 2005) * Fatti sentire ancora (Medley Pop Live) (DVD 2018) * Hazte sentir más (Medley Pop Live) (DVD 2018) |
| Stanotte stai con me                       | 1998                  | • La mia risposta |
| Un'emergenza d'amore                       | 1998                  | • La mia risposta (1998) * The Best of Laura Pausini - E ritorno da te (2001) * Live 2001-2002 World Tour (Live) (DVD 2002) * Live in Paris 05 (Live) (CD, DVD 2005) * San Siro 2007 (Live) (DVD 2007) * Laura Live World Tour 09 (Live) (CD, DVD 2009) * Laura Live Gira Mundial 09 (Live) (DVD 2009) * 20 - The Greatest Hits (Live 2009) (2013) * 20 - Grandes Exitos (Live 2009) (2013) * Fatti sentire ancora (Medley Rock Live) (DVD 2018) * Hazte sentir más (Medley Rock Live) (DVD 2018) |
| Anna dimmi sì                              | 1998                  | • La mia risposta |
| Una storia seria                           | 1998                  | • La mia risposta |
| Come una danza                             | 1998                  | • La mia risposta |
| Che bene mi fai                            | 1998                  | • La mia risposta (1998) * San Siro 2007 (Medley Live) (DVD 2005) |
| In assenza di te                           | 1998 2013             | • La mia risposta (1998) * The Best of Laura Pausini - E ritorno da te (2001) * From the Inside Japanese Edition (come Bonus Track) (2003) * Live 2001-2002 World Tour (Live) (DVD 2002) * Live in Paris 05 (Live) (CD, DVD 2005) * San Siro 2007 (Medley Live) (CD, DVD 2007) * Laura Live World Tour 09 (Medley Soft Live) (DVD 2009) * Laura Live Gira Mundial 09 (Medley Soft Live) (DVD 2009) * NRJ Music Awards 2004 (compilation 2004) * 20 - The Greatest Hits USA Edition (New Version) (2014) |
| Succede al cuore                           | 1998                  | • La mia risposta |
| Tu cosa sogni?                             | 1998                  | • La mia risposta |
| Buone verità                               | 1998                  | • La mia risposta |
| La felicità                                | 1998                  | • La mia risposta |
| Siamo noi                                  | 2000                  | • Tra te e il mare |
| Volevo dirti che ti amo                    | 2000                  | • Tra te e il mare |
| Il mio sbaglio più grande                  | 2000                  | • Tra te e il mare (2000) * The Best of Laura Pausini - E ritorno da te (2001) * Live 2001-2002 World Tour (Live) (DVD 2002) * From the Inside Japanese Edition (come Bonus Track) (2003) |
| Tra te e il mare                           | 2000 2013             | • Tra te e il mare (2000) * The Best of Laura Pausini - E ritorno da te (2001) * Live 2001-2002 World Tour (Live con Biagio Antonacci) (DVD 2002) * Live in Paris 05 (Live) (CD, DVD 2005) * Io canto Greek Edition (come Bonus Track) (CD-ROM 2006) * San Siro 2007 (Live) (DVD 2007) * Laura Live World Tour 09 (Live) (CD, DVD 2009) * Amiche per l'Abruzzo (Live con Elisa) (DVD 2009) * La vita è musica Vol. 3 (compilation 2001) * 20 - The Greatest Hits (New Version) (2013) * Fatti sentire ancora (Live) (DVD 2018) * Hazte sentir más (Live) (DVD 2018) |
| Viaggio con te                             | 2000                  | • Tra te e il mare |
| Musica sarà                                | 2000                  | • Tra te e il mare |
| Anche se non mi vuoi                       | 2000                  | • Tra te e il mare |
| Fidati di me                               | 2000                  | • Tra te e il mare (2000) * Live 2001-2002 World Tour (Live) (DVD 2002) * Live in Paris 05 (Medley Live) (DVD 2005) |
| Ricordami                                  | 2000                  | • Tra te e il mare |
| Per vivere                                 | 2000                  | • Tra te e il mare |
| Mentre la notte va                         | 2000                  | • Tra te e il mare |
| Come si fa                                 | 2000                  | • Tra te e il mare |
| Jenny                                      | 2000                  | • Tra te e il mare |
| E ritorno da te                            | 2001 2013             | • The Best of Laura Pausini - E ritorno da te (2001) * Live 2001-2002 World Tour (Live) (DVD 2002) * Live in Paris 05 (Live) (CD, DVD 2005) * San Siro 2007 (Live) (DVD 2007) * Laura Live World Tour 09 (Live) (CD, DVD 2009) * NRJ Music Awards 2003 (compilation 2003) * Voices Of Love (compilation 2005) * 20 - The Greatest Hits (New Version) (2013) * Fatti sentire ancora (Live) (DVD 2018) * Hazte sentir más (Live) (DVD 2018) |
| Una storia che vale                        | 2001                  | • The Best of Laura Pausini - E ritorno da te (2001) * Top Of The Spring 2002 (compilation 2002) * Live 2001-2002 World Tour (Live) (DVD 2002) * San Siro 2007 (Live) (CD, DVD 2007) * Fatti sentire ancora (Medley Live) (DVD 2018) * Hazte sentir más (Medley Live) (DVD 2018) |
| Speranza                                   | 2001                  | • The Best of Laura Pausini - E ritorno da te Brazilian Edition (2002) * Esperanca (2002) |
| La prospettiva di me                       | 2004                  | • Resta in ascolto (2004) * Live in Paris 05 (Live) (CD, DVD 2005) * Io canto Greek Edition (come Bonus Track) (CD-ROM 2006) * San Siro 2007 (Medlye Live) (CD, DVD 2007) * Laura Live World Tour 09 (Live) (Medley Rock DVD 2009) * Laura Live Gira Mundial 09 (Medley Rock Live) (DVD 2009) |
| Vivimi                                     | 2004                  | • Resta in ascolto (2004) * Live in Paris 05 (Live) (CD, DVD 2005) * San Siro 2007 (Medley Live) (CD, DVD 2007) * Laura Live World Tour 09 (Live) (CD 2009) * Fatti sentire ancora (Live) (DVD 2018) * Hazte sentir más (Live) (DVD 2018) |
| Resta in ascolto                           | 2004                  | • Resta in ascolto (2004) * Live in Paris 05 (Live) (DVD 2005) * San Siro 2007 (Live) (DVD 2007) * Laura Live World Tour 09 (Live) (CD 2009) * Fatti sentire ancora (Live) (DVD 2018) * Hazte sentir más (Live) (DVD 2018) |
| Il tuo nome in maiuscolo                   | 2004                  | • Resta in ascolto (2004) * Live in Paris 05 (Medley Live) (DVD 2005) * Laura Live World Tour 09 (Live) (Medley Soft DVD 2009) * Laura Live Gira Mundial 09 (Medley Soft Live) (DVD 2009) |
| Benedetta passione                         | 2004                  | • Resta in ascolto (2004) * Live in Paris 05 (Live) (DVD 2005) * San Siro 2007 (Medley Live) (CD, DVD 2007) * Laura Live World Tour 09 (Medley Rock Live) (DVD 2009) * Laura Live Gira Mundial 09 (Medley Rock Live) (DVD 2009) * Fatti sentire ancora (Medley Live) (DVD 2018) * Hazte sentir más (Medley Live) (DVD 2018) |
| Come se non fosse stato mai amore          | 2004                  | • Resta in ascolto (2004) * Live in Paris 05 (Medley Live) (CD, DVD 2005) * San Siro 2007 (Live) (CD, DVD 2007) * Laura Live World Tour 09 (Live) (CD, DVD 2009) * Festivalbar Blu 2005 (compilation 2004) * Acoustic Love Songs (compilation 2004) * Inedito - Special Edition (Live) (DVD 2012) * 20 - The Greatest Hits (Remastered Version) (2013) * Fatti sentire ancora (Live) (DVD 2018) * Hazte sentir más (Live) (DVD 2018) |
| Così importante                            | 2004                  | • Resta in ascolto (2004) * Live in Paris 05 (Medley Live) (DVD 2005) |
| Parlami                                    | 2004                  | • Resta in ascolto (2004) * Laura Live World Tour 09 (Medley Rock Live) (DVD 2009) * Laura Live Gira Mundial 09 (Medley Rock Live) (DVD 2009) |
| Dove l'aria è polvere                      | 2004                  | • Resta in ascolto |
| Amare veramente                            | 2004                  | • Resta in ascolto |
| Prendo te                                  | 2004 2009 2013        | • Resta in ascolto Limited Edition (DVD 2004) * San Siro 2007 (Medley Live) (CD, DVD 2007) * Piano Sin Fronteras (con Arthur Hanlon al pianoforte) (2009) * 20 - The Greatest Hits (New Version) (2013) * 20 - Grandes Exitos (New Version) (2013) |
| Mille braccia                              | 2008                  | • Primavera in anticipo (2008) * Laura Live World Tour 09 (Live) (CD, DVD 2009) * Laura Live Gira Mundial 09 (Live) (DVD 2009) |
| Invece no                                  | 2008                  | • Primavera in anticipo (2008) * Laura Live World Tour 09 (Live) (CD, DVD 2009) * Inedito - Special Edition (Live) (DVD 2012) * Inédito - Special Edition (Live) (DVD 2012) * 20 - The Greatest Hits (Remastered Version) (2013) * Radio Italia Story (compilation 2013) * Fatti sentire ancora (Live) (DVD 2018) * Hazte sentir más (Live) (DVD 2018) |
| Nel modo più sincero che c'è               | 2008                  | • Primavera in anticipo (2008) * Laura Live World Tour 09 (Medley Soft Live) (DVD 2009) * Laura Live Gira Mundial 09 (Medley Soft Live) (DVD 2009) |
| Un fatto ovvio                             | 2008                  | • Primavera in anticipo |
| Il mio beneficio                           | 2008                  | • Primavera in anticipo (2008) * Laura Live World Tour 09 (Medley Rock Live) (DVD 2009) * Laura Live Gira Mundial 09 (Medley Rock Live) (DVD 2009) |
| Prima che esci                             | 2008 2009             | • Primavera in anticipo (2008) * Laura Live World Tour 09 (Medley Soft Live con Gianluca Grignani) (DVD 2009) * Laura Live Gira Mundial 09 (Medley Soft Live con Gianluca Grignani) (DVD 2009) |
| Più di ieri                                | 2008                  | • Primavera in anticipo |
| Bellissimo così                            | 2008                  | • Primavera in anticipo (2008) * Poder Paralelo (compilation 2009) * Inedito - Special Edition (Medley Dance Live) (DVD 2012) * Inédito - Special Edition (Medley Dance Live) (DVD 2012) |
| L'impressione                              | 2008                  | • Primavera in anticipo |
| La geografia del mio cammino               | 2008                  | • Primavera in anticipo (2008) * Laura Live World Tour 09 (Live) (CD, DVD 2009) * Inedito - Special Edition (Live) (DVD 2012) * Inédito - Special Edition (Live) (DVD 2012) |
| Ogni colore al cielo                       | 2008                  | • Primavera in anticipo |
| Primavera in anticipo                      | 2008                  | • Primavera in anticipo |
| Sorella terra                              | 2008                  | • Primavera in anticipo (2008) * Laura Live World Tour 09 (Live) (DVD 2009) * Laura Live Gira Mundial 09 (Live) (DVD 2009) |
| Un giorno dove vivere                      | 2008                  | • Download digitale |
| Con la musica alla radio                   | 2009 2013             | • Laura Live World Tour 09 (2009 CD) * Inedito - Special Edition (Live) (DVD 2012) * 20 - The Greatest Hits (New Version) (2013) * Radio Italia Awards (compilation 2016) * Fatti sentire ancora (Medley Live) (DVD 2018) * Hazte sentir más (Medley Live) (DVD 2018) |
| Non sono lei                               | 2009                  | • Laura Live World Tour 09 |
| Casomai                                    | 2009                  | • Laura Live World Tour 09 |
| Benvenuto                                  | 2011                  | • Inedito (2011) * Inedito - Special Edition (Live) (DVD 2012) * 20 - The Greatest Hits (Remastered Version) (2013) * Radio Italia Gold Edition (compilation 2015) * Fatti sentire ancora (Medley Acustico Live) (DVD 2018) * Hazte sentir más (Medley Acustico Live) (DVD 2018) |
| Non ho mai smesso                          | 2011                  | • Inedito (2011) * Inedito - Special Edition (Live) (DVD 2012) * 20 - The Greatest Hits (Remastered Version) (2013) * Love 2015 (compilation 2015) * Fatti sentire ancora (Medley Live) (DVD 2018) * Hazte sentir más (Medley Live) (DVD 2018) |
| Bastava                                    | 2011                  | • Inedito (2011) * Inedito - Special Edition (Live) (DVD 2012) |
| Le cose che non mi aspetto                 | 2011                  | • Inedito (2011) * Wind Music Awards 2012 (compilation 2012) * Radio Italia Hits (compilation 2012) |
| Troppo tempo (con Ivano Fossati)           | 2011                  | • Inedito |
| Mi tengo                                   | 2011                  | • Inedito (2011) * Braccialetti rossi (compilation 2014) |
| Ognuno ha la sua matita                    | 2011                  | • Inedito |
| Inedito (con Gianna Nannini)               | 2011                  | • Inedito (2011) * Inedito Deluxe Edition (Versione solista) (2011) * Inedito - Special Edition (Live solista) (DVD 2012) |
| Come vivi senza me                         | 2011                  | • Inedito |
| Nel primo sguardo (con Silvia Pausini)     | 2011                  | • Inedito * Inedito Deluxe Edition (Versione solista) (2011) * Inedito - Special Edition (Live solista) (DVD 2012) |
| Nessuno sa                                 | 2011                  | • Inedito (2011) * Inedito - Special Edition (Medley Luna Live) (DVD 2012) * Inédito - Special Edition (Medley Luna Live) (DVD 2012) |
| Celeste                                    | 2011                  | • Inedito (2011) * Inedito - Special Edition (Medley Luna Live) (DVD 2012) * Inédito - Special Edition (Medley Luna Live) (DVD 2012) * 20 - The Greatest Hits (Remastered Version) (2013) * Love 2013 (compilation 2013) |
| Tutto non fa te                            | 2011                  | • Inedito |
| Ti dico ciao                               | 2011                  | • Inedito |
| Laura 1976 - Ramaya                        | 2013                  | • 20 - The Greatest Hits * 20 - Grandes Exitos |
| Paola - 2013                               | 2013                  | • 20 - The Greatest Hits * 20 - Grandes Exitos |
| Dove resto solo io                         | 2013                  | • 20 - The Greatest Hits |
| Limpido (Solo Version)                     | 2013                  | • 20 - The Greatest Hits (2013) * Limpido Maxi Single (2013) * Fatti sentire ancora (Medley Acustico Live) (DVD 2018) * Hazte sentir más (Medley Acustico Live) (DVD 2018) |
| Se non te                                  | 2013                  | • 20 - The Greatest Hits (2013) * Love Forever (compilation 2014) |
| Lato destro del cuore                      | 2015                  | • Simili * Fatti sentire ancora (Medley Live) (DVD 2018) * Hazte sentir más (Medley Live) (DVD 2018) |
| Simili                                     | 2015                  | • Simili (2015) * Fatti sentire ancora (Live) (DVD 2018) * Hazte sentir más (Live) (DVD 2018) |
| 200 note                                   | 2015                  | • Simili |
| Innamorata                                 | 2015 2016             | • Simili (2015) * Download digitale, Vinile (Takagi & Ketra Remix [No Speech]) (2016) * Download digitale, Vinile (Takagi & Ketra Remix) (2016) * Download digitale, Vinile (KeeJay Freak Remix) (2016) * Download digitale, Vinile (Fresco Remix) (2016) * Download digitale, Vinile (Giovani Leoni Remix) (2016) * Fatti sentire ancora (Medley Reggaeton Live) (DVD 2018) * Hazte sentir más (Medley Reggaeton Live) (DVD 2018) |
| Chiedilo al cielo                          | 2015                  | • Simili |
| Ho creduto a me                            | 2015                  | • Simili (2015) * Love 2017 (compilation 2017) * Fatti sentire ancora (Medley Rock Live) (DVD 2018) * Hazte sentir más (Medley Rock Live) (DVD 2018) |
| Nella porta accanto                        | 2015                  | • Simili |
| Il nostro amore quotidiano                 | 2015                  | • Simili |
| Tornerò (con calma si vedrà)               | 2015                  | • Simili |
| Colpevole                                  | 2015                  | • Simili |
| Io c'ero (+ amore x favore)                | 2015                  | • Simili |
| Sono solo nuvole                           | 2015                  | • Simili |
| Per la musica                              | 2015                  | • Simili |
| Lo sapevi prima tu                         | 2015                  | • Simili |
| È a lei che devo l'amore (con Paola Carta) | 2015                  | • Simili |
| Non è detto                                | 2018                  | • Fatti sentire (2018) * Fatti sentire ancora (Live) (DVD 2018) * Hazte sentir más (Live) (DVD 2018) |
| La soluzione                               | 2018                  | • Fatti sentire (2018) * Fatti sentire ancora (Live) (DVD 2018) * Hazte sentir más (Live) (DVD 2018) |
| E.STA.A.TE                                 | 2018                  | • Fatti sentire (2018) * Power Hits estate 2018 (compilation 2018) * Fatti sentire ancora (Live) (DVD 2018) * Hazte sentir más (Live) (DVD 2018) |
| Frasi a metà                               | 2018                  | • Fatti sentire (2018) * Fatti sentire ancora (Live) (DVD 2018) * Hazte sentir más (Live) (DVD 2018) |
| Le due finestre                            | 2018                  | • Fatti sentire (2018) * Fatti sentire ancora (Medley Live) (DVD 2018) * Hazte sentir más (Medley Live) (DVD 2018) |
| Fantastico (Fai quello che sei)            | 2018                  | • Fatti sentire (2018) * Fatti sentire ancora (Live) (DVD 2018) * Hazte sentir más (Live) (DVD 2018) |
| L'ultima cosa che ti devo                  | 2018                  | • Fatti sentire (2018) * Fatti sentire ancora (Medley Live) (DVD 2018) * Hazte sentir más (Medley Live) (DVD 2018) |
| Un progetto di vita in comune              | 2018                  | • Fatti sentire |
| Il caso è chiuso                           | 2018                  | • Fatti sentire (2018) * Fatti sentire ancora (Medley Rock Live) (DVD 2018) * Hazte sentir más (Medley Rock Live) (DVD 2018) |
| Zona d'ombra                               | 2018                  | • Fatti sentire |
| Francesca (Piccola aliena)                 | 2018                  | • Fatti sentire |
| Il coraggio di andare                      | 2018                  | • Fatti sentire (2018) * Fatti sentire ancora (con Biagio Antonacci, CD 2018) (Live solista, DVD 2018) * Hazte sentir más (Live solista) (DVD 2018) |
| Io sì (Seen)                               | 2020                  | • Io sì EP (Download digitale 2020, Vinile 2021) * Io sì EP Remix (Dave Audé Remix, Download digitale 2021) |
| Scatola                                    | 2022                  | • Scatola (Download digitale, Vinile) |
| Zero                                       | 2023                  | • Anime parallele |
| Un buon inizio                             | 2023                  | • Anime parallele |
| Durare                                     | 2023                  | • Anime parallele |
| Eppure non è così                          | 2023                  | • Anime parallele |
| Cos'è                                      | 2023                  | • Anime parallele |
| Tutte le volte                             | 2023                  | • Anime parallele |
| Il primo passo sulla luna                  | 2023                  | • Anime parallele * Anime parallele Deluxe Edition (Live in Venezia) |
| Dimora naturale                            | 2023                  | • Anime parallele |
| Più che un'idea                            | 2023                  | • Anime parallele |
| Anime parallele                            | 2023                  | • Anime parallele |
| Però                                       | 2023                  | • Anime parallele |
| Flashback                                  | 2023                  | • Anime parallele |
| Venere                                     | 2023                  | • Anime parallele |
| Vale la pena                               | 2023                  | • Anime parallele |
| Oltre la superficie                        | 2023                  | • Anime parallele |
| Davanti a noi                              | 2023                  | • Anime parallele |
| Nemica                                     | 2023                  | • Anime parallele Deluxe Edition (2023) • Download digitale (2024) |
| All'amore nostro                           | 2023                  | • Anime parallele Deluxe Edition (2023) • Download digitale (2024) |
| Ciao                                       | 2024                  | • Anime parallele (Download digitale) |
| Ti porterai lontano                        | 2024                  | • Anime parallele (Download digitale) |

Cover
| Titolo                                         | Anno di registrazione | Album di pubblicazione |
| ---------------------------------------------- | --------------------- | --- |
| She (Uguale a lei)                             | 2006 2013             | • Download digitale (2006) * San Siro 2007 (Medley Live) (CD, DVD 2007) * 20 - The Greatest Hits (New Version) (2013) * 20 - Grandes Exitos (New Version) (2013)                                                                                   |
| Io canto                                       | 2006                  | • Io canto (2006) * San Siro 2007 (Live) (CD, DVD 2007) * Laura Live World Tour 09 (Live) (CD, DVD 2009) * Inedito - Special Edition (Live) (DVD 2012) * Fatti sentire ancora (Medley Live) (DVD 2018) * Hazte sentir más (Medley Live) (DVD 2018) |
| Due                                            | 2006                  | • Io canto |
| Scrivimi                                       | 2006                  | • Io canto (2006) * San Siro 2007 (Medley Live) (CD, DVD 2007) |
| Destinazione Paradiso                          | 2006                  | • Io canto (2006) * San Siro 2007 (Live) (CD, DVD 2007) |
| Stella gemella                                 | 2006                  | • Io canto |
| Cinque giorni                                  | 2006                  | • Io canto (2006) * San Siro 2007 (Medley Live) (CD, DVD 2007) |
| La mia banda suona il rock                     | 2006                  | • Io canto (2006) * Laura Live World Tour 09 (Live) (CD, DVD 2009) * Laura Live Gira Mundial 09 (Live) (DVD 2009) * Inedito - Special Edition (Live) (DVD 2012)                                                                                    |
| Spaccacuore                                    | 2006                  | • Io canto (2006) * Laura Live World Tour 09 (Medley Rock Live) (DVD 2009) * Laura Live Gira Mundial 09 (Medley Rock Live) (DVD 2009) |
| Anima fragile                                  | 2006                  | • Io canto |
| Non me lo so spiegare (con Tiziano Ferro)      | 2006 2007             | • Io canto (2006) * San Siro 2007 (Live) (CD, DVD 2007) * Download digitale (Versione solista) (2006) |
| Nei giardini che nessuno sa                    | 2006                  | • Io canto |
| In una stanza quasi rosa                       | 2006                  | • Io canto |
| Quando                                         | 2006                  | • Io canto (2006) * San Siro 2007 (Medley Live) (CD, DVD 2007) |
| Strada facendo                                 | 2006                  | • Io canto |
| Come il sole all'improvviso (Versione solista) | 2006                  | • Download digitale |
| Il mio canto libero (Versione solista)         | 2006                  | • Download digitale (2006) * Amiche per l'Abruzzo (Live con Amiche per l'Abruzzo) (DVD 2009) |
| È non è                                        | 2006                  | • Download digitale |
| Favola (Live)                                  | 2007                  | • San Siro 2007 (Medley) (DVD 2007) |
| Non insegnate ai bambini (Live)                | 2007                  | • Per Gaber... io ci sono (CD 2012) |
| E poi (Live)                                   | 2009                  | • Laura Live World Tour 09 (CD, DVD 2009) * Laura Live Gira Mundial 09 (DVD 2009) |
| Napule è (Live)                                | 2009                  | • Laura Live World Tour 09 (DVD 2009) * Laura Live Gira Mundial 09 (DVD 2009) |
| Vitti na crozza (Live)                         | 2009                  | • Laura Live World Tour 09 (DVD 2009) * Laura Live Gira Mundial 09 (DVD 2009) |
| In alto mare (Live)                            | 2012                  | • Inedito - Special Edition (Medley New Year's Eve) (CD, DVD) * Inédito - Special Edition (Medley New Year's Eve) (CD, DVD) |
| Rumore (Live)                                  | 2012                  | • Inedito - Special Edition (Medley New Year's Eve) (CD, DVD) * Inédito - Special Edition (Medley New Year's Eve) (CD, DVD) |
| Astro del Ciel                                 | 2016                  | • Laura Xmas (2016) * Laura Xmas French Edition (2016) * Laura Xmas Deluxe Edition (2017) |

Demo
| Titolo                         | Anno di registrazione | Demo di pubblicazione |
| ------------------------------ | --------------------- | --------------------- |
| Lasciami dormire               | 1987                  | • I sogni di Laura    |
| Notte                          | 1987                  | • I sogni di Laura    |
| Cuori agitati                  | 1987                  | • I sogni di Laura    |
| Quello che le donne non dicono | 1987                  | • I sogni di Laura    |
| E non si finisce mai           | 1987                  | • I sogni di Laura    |
| Le stelle                      | 1987                  | • I sogni di Laura    |
| Destino                        | 1987                  | • I sogni di Laura    |
| La fata delle favole           | 1987                  | • I sogni di Laura    |
| Vita mia                       | 1987                  | • I sogni di Laura    |
| Tanti auguri                   | 1987                  | • I sogni di Laura    |
| Per ricominciare               | 1987                  | • I sogni di Laura    |
| Dubbi no                       | 1991                  | • L'immenso           |
| Città vuota                    | 1991                  | • L'immenso           |
| Vattene amore                  | 1991                  | • L'immenso           |
| Nenè                           | 1991                  | • L'immenso           |
| Non voglio mica la luna        | 1991                  | • L'immenso           |
| L'immenso                      | 1991                  | • L'immenso           |
| La bambola                     | 1991                  | • L'immenso           |
| L'amore                        | 1991                  | • L'immenso           |
| Primula                        | 1991                  | • L'immenso           |
| Amarti è l'immenso per me      | 1991                  | • L'immenso           |

## Brani in lingua italiana-spagnola
Inediti
| Titolo                                      | Anno di registrazione | Album di pubblicazione                                       |
| ------------------------------------------- | --------------------- | ------------------------------------------------------------ |
| Non c'è/Se fue (con Marc Anthony)           | 2013                  | • 20 - The Greatest Hits (New Version 2013)                  |
| Vivimi/Víveme (con Alejandro Sanz)          | 2013                  | • 20 - The Greatest Hits (New Version 2013)                  |
| Resta in ascolto/Escucha atento (Live 2012) | 2012                  | • 20 - The Greatest Hits (2013) * 20 - Grandes Exitos (2013) |

Cover
| Titolo                           | Anno di registrazione | Album di pubblicazione |
| -------------------------------- | --------------------- | ---------------------- |
| Il mio canto libero (con Juanes) | 2006                  | • Io canto             |

## Brani in lingua italiana-portoghese
Inediti
| Titolo                                                                | Anno di registrazione | Album di pubblicazione                                                                                     |
| --------------------------------------------------------------------- | --------------------- | --- |
| Seamisai (Sei que me amavas) (New Version) (con Gilberto Gil)         | 2001                  | • The Best of Laura Pausini - E ritorno da te (2001) * Live 2001-2002 World Tour (Live solista) (DVD 2002) |
| Le cose che vivi/Tudo o que eu vivo (New Version) (con Ivete Sangalo) | 2013                  | • 20 - The Greatest Hits                                                                                   |

## Brani in lingua italiana-inglese
Inediti
| Titolo                                                  | Anno di registrazione | Album di pubblicazione |
| ------------------------------------------------------- | --------------------- | --- |
| Mi abbandono a te                                       | 2004                  | • Resta in ascolto (2004) * Live in Paris 05 (Live) (DVD 2005) |
| Primavera in anticipo (It Is My Song) (con James Blunt) | 2008                  | • Primavera in anticipo (2008) * All the Lost Souls CD+DVD Deluxe Edition (2008) * Laura Live World Tour 09 (Live solista) (CD, DVD 2009) * Laura Live Gira Mundial 09 (Live solista) (DVD 2009) * Amiche per l'Abruzzo (Live con Giorgia) (DVD 2009) * Ö3 Greatest Hits Vol. 46 (compilation 2009) * KuschelRock 23 (compilation 2009) * Bravo - The Hits 2009 (compilation 2009) * Radio Italia Top Collection Hits (compilation 2011) * Inedito - Special Edition (Live) (DVD 2012) * 20 - The Greatest Hits (Remastered Version) (2013) * Fatti sentire ancora (Medley Pop Live) (DVD 2018) * Hazte sentir más (Medley Pop Live) (DVD 2018) |
| Limpido (con Kylie Minogue)                             | 2013                  | • 20 - The Greatest Hits * Limpido Maxi Single |
| Io sì (Seen) (Ita/Eng Version)                          | 2021                  | • Io sì EP (Download digitale, Vinile) * Io sì EP Remix (Dave Audé Remix, Download digitale) |

## Brani in lingua italiana-francese
Cover
| Titolo                                            | Anno di registrazione | Album di pubblicazione                                                                    |
| ------------------------------------------------- | --------------------- | ----------------------------------------------------------------------------------------- |
| Come il sole all'improvviso (con Johnny Hallyday) | 2006                  | • Io canto                                                                                |
| Je chante (Io canto)                              | 2006 2013             | • Io canto French Edition (2006) * 20 - The Greatest Hits (New Version) (con Lara Fabian) |

## Brani in lingua italiana-spagnola-inglese
Inediti
| Titolo                                               | Anno di registrazione | Album di pubblicazione                                                                          |
| ---------------------------------------------------- | --------------------- | ----------------------------------------------------------------------------------------------- |
| Medley 2013: La solitudine - La soledad - Loneliness | 2013                  | • Laura Pausini: 25 Aniversario Box (Spanish album) (2019)                                      |
| Limpio (Spanglish Version) (con Kylie Minogue)       | 2013                  | • 20 - Grandes Exitos Spanish Edition * 20 - Grandes Exitos Latin Edition * Limpido Maxi Single |

## Brani in lingua francese
Inediti
| Titolo                  | Anno di registrazione | Album di pubblicazione                                                                                      |
| ----------------------- | --------------------- | --- |
| Dans le premier regarde | 2011                  | • Inedito Deluxe Edition                                                                                    |
| Moi sì (Io sì)          | 2020                  | • Io sì EP (Download digitale 2020, Vinile 2021) * Io sì EP Remix (Dave Audé Remix, Download digitale 2021) |

Cover
| Titolo     | Anno di registrazione | Album di pubblicazione                                                |
| ---------- | --------------------- | --------------------------------------------------------------------- |
| Noël blanc | 2016                  | • Laura Xmas French Edition (2016) * Laura Xmas Deluxe Edition (2017) |

## Brani in lingua spagnola
Inediti
| Titolo                                                 | Anno di registrazione | Album di pubblicazione |
| ------------------------------------------------------ | --------------------- | --- |
| Gente                                                  | 1994 2013             | • Laura Pausini Spanish-Latin Edition (1994) * Lo mejor de Laura Pausini - Volveré junto a ti (New Version) (2001) * Laura Live World Tour 09 (New Version Medley Pop Live) (DVD 2009) * Laura Live Gira Mundial 09 (New Version Medley Pop Live) (DVD 2009) * 20 - Grandes Exitos (New Version 2013) (2013) * Laura Pausini: 25 Aniversario Box (New Version 2001) (CD 3 - Alternative version) (2019) * Laura Pausini: 25 Aniversario Box (New Version 2013) (CD 3 - Alternative version) (2019) * Laura Pausini: 25 Aniversario Box (Live 2007) (CD 3 - Alternative version) (2019)                                                                  |
| Él no está por ti                                      | 1994                  | • Laura Pausini Spanish-Latin Edition (1994) |
| Amores extraños                                        | 1994 2001 2013        | • Laura Pausini Spanish-Latin Edition (1994) * Lo mejor de Laura Pausini - Volveré junto a ti (New Version) (2001) * Live 2001-2002 World Tour (New Version Live) (DVD 2002) * Laura Live World Tour 09 (New Version Live) (CD, DVD 2009) * Laura Live Gira Mundial 09 (New Version Live) (CD, DVD 2009) * 20 - Grandes Exitos (New Version 2013) (2013) * Laura Pausini: 25 Aniversario Box (New Version 2001) (CD 3 - Alternative version) (2019) * Laura Pausini: 25 Aniversario Box (New Version 2013) (CD 3 - Alternative version) (2019) * Laura Pausini: 25 Aniversario Box (Live 2009) (CD 3 - Alternative version) (2019)                      |
| Las chicas                                             | 1994                  | • Laura Pausini Spanish-Latin Edition (1994) |
| El valor que no se ve                                  | 1994                  | • Laura Pausini Spanish-Latin Edition (1994) |
| La soledad                                             | 1994 2001 2013        | • Laura Pausini Spanish-Latin Edition (1994) * Lo mejor de Laura Pausini - Volveré junto a ti (New Version) (2001) * Laura Live Gira Mundial 09 (New Version Live) (CD, DVD 2009) * 20 - Grandes Exitos (New Version 2013 con la collaborazione di Ennio Morricone) (2013) * Laura Pausini: 25 Aniversario Box (New Version 2001) (CD 3 - Alternative version) (2019) * Laura Pausini: 25 Aniversario Box (New Version 2013 con la collaborazione di Ennio Morricone) (CD 3 - Alternative version) (2019) * Laura Pausini: 25 Aniversario Box (Live 2009) (CD 3 - Alternative version) (2019)                                                           |
| ¿Por qué no volverán?                                  | 1994                  | • Laura Pausini Spanish-Latin Edition (1994) |
| Se fue                                                 | 1994 2001 2013        | • Laura Pausini Spanish-Latin Edition (1994) * Lo mejor de Laura Pausini - Volveré junto a ti (New Version) (2001) * Live in Paris 05 (New Version Live) (CD 2005) * Laura Live Gira Mundial 09 (New Version Live) (CD, DVD 2009) * Inédito - Special Edition (New Version Live) (DVD 2012) * 20 - Grandes Exitos (New Version 2013 con Marc Anthony) (2013) * Laura Pausini: 25 Aniversario Box (New Version 2001) (CD 3 - Alternative version) (2019) * Laura Pausini: 25 Aniversario Box (New Version 2013 con Marc Anthony) (CD 3 - Alternative version) (2019) * Laura Pausini: 25 Aniversario Box (Live 2005) (CD 3 - Alternative version) (2019) |
| ¿Por qué no?                                           | 1994                  | • Laura Pausini Spanish-Latin Edition (1994) |
| Carta                                                  | 1994                  | • Laura Pausini Spanish-Latin Edition (1994) |
| Besos que se roban                                     | 1994                  | • Laura Pausini: 25 Aniversario Box (Spanish album) (2019) |
| Las cosas que vives                                    | 1996 2013             | • Las cosas que vives (1996) * Lo mejor de Laura Pausini - Volveré junto a ti (2001) * 20 - Grandes Exitos (New Version con Ivete Sangalo) (2013) |
| Escucha a tu corazón                                   | 1996                  | • Las cosas que vives (1996) * Lo mejor de Laura Pausini - Volveré junto a ti (2001) |
| Inolvidable                                            | 1996 2013             | • Las cosas que vives (1996) * Lo mejor de Laura Pausini - Volveré junto a ti (2001) Live 2001-2002 World Tour (Live) (DVD 2002) * 20 - Grandes Exitos (New Version) (2013) |
| Cuando se ama                                          | 1996                  | • Las cosas que vives |
| Angeles en el cielo                                    | 1996                  | • Las cosas que vives |
| Lo siento                                              | 1996                  | • Las cosas que vives |
| Dos enamorados                                         | 1996                  | • Las cosas que vives |
| ¿Qué historia es?                                      | 1996                  | • Las cosas que vives |
| 16/5/74                                                | 1996                  | • Las cosas que vives |
| Un día sin ti                                          | 1996                  | • Las cosas que vives |
| La voz                                                 | 1996                  | • Las cosas que vives |
| El mundo que soñé                                      | 1996                  | • Las cosas que vives |
| Mi respuesta                                           | 1998                  | • Mi respuesta (1998) * The Best of Laura Pausini - E ritorno da te (2001) |
| Quédate esta noche                                     | 1998                  | • Mi respuesta |
| Emergencia de amor                                     | 1998                  | • Mi respuesta (1998) * Lo mejor de Laura Pausini - Volveré junto a ti (2001) * Laura Live Gira Mundial 09 (Live) (CD 2009) |
| Ana dime si                                            | 1998                  | • Mi respuesta |
| Una historia seria                                     | 1998                  | • Mi respuesta |
| Como una danza                                         | 1998                  | • Mi respuesta |
| Me siento tan bien                                     | 1998                  | • Mi respuesta |
| En ausencia de ti                                      | 1998 2013             | • Mi respuesta (1998) * Lo mejor de Laura Pausini - Volveré junto a ti (2001) * 20 - Grandes Exitos (New Version) (2013) |
| Sucede a veces                                         | 1998                  | • Mi respuesta |
| ¿Tu con qué sueñas?                                    | 1998                  | • Mi respuesta |
| Una gran verdad                                        | 1998                  | • Mi respuesta |
| Felicidad                                              | 1998                  | • Mi respuesta |
| Somos hoy                                              | 2000                  | • Entre tú y mil mares (2000) * Laura Live World Tour 09 (Medley Pop Live) (DVD 2009) * Laura Live Gira Mundial 09 (Medley Pop Live) (DVD 2009) |
| Quiero decirte que te amo                              | 2000                  | • Entre tú y mil mares |
| Un error de los grandes                                | 2000                  | • Entre tú y mil mares (2000) * Lo mejor de Laura Pausini - Volveré junto a ti (2001) * People En Espanol (compilation 2002) * Laura Live World Tour 09 (Medley Pop Live) (DVD 2009) * Laura Live Gira Mundial 09 (Medley Pop Live) (DVD 2009) |
| Entre tú y mil mares                                   | 2000 2003 2013 2014   | • Entre tú y mil mares (2000) * Lo mejor de Laura Pausini - Volveré junto a ti (2001) * Live 2001-2002 World Tour (Live) (DVD 2002) * Laura Live Gira Mundial 09 (Live) (CD, DVD 2009) * Cuanto tiempo... y ahora (con Biagio Antonacci) (2003) * 20 - Grandes Exitos (New Version) (2013) * 20 - Grandes Exitos New Version 2014 (New Version 2014) (con Álex Ubago) (2014) |
| La meta de mi viaje                                    | 2000                  | • Entre tú y mil mares |
| Música será                                            | 2000                  | • Entre tú y mil mares |
| Si no me quieres hoy                                   | 2000                  | • Entre tú y mil mares |
| Fíate de mí                                            | 2000                  | • Entre tú y mil mares |
| Recuérdame                                             | 2000                  | • Entre tú y mil mares |
| Viviré                                                 | 2000                  | • Entre tú y mil mares |
| Mientras la noche va                                   | 2000                  | • Entre tú y mil mares |
| Cómo se hará                                           | 2000                  | • Entre tú y mil mares |
| Jenny                                                  | 2000                  | • Entre tú y mil mares |
| Volveré junto a ti                                     | 2001 2013             | • Lo mejor de Laura Pausini - Volveré junto a ti (2001) * Live 2001-2002 World Tour (Live) (DVD 2002) * Laura Live Gira Mundial 09 (Live) (CD, DVD 2009) * 20 - Grandes Exitos (New Version) (2013) |
| Dos historias iguales                                  | 2001                  | • Lo mejor de Laura Pausini - Volveré junto a ti |
| Dime (con José el Francés)                             | 2001                  | • Lo mejor de Laura Pausini - Volveré junto a ti Jugando al amor |
| De tu amor                                             | 2004                  | • Resta in ascolto Limited Edition (DVD) |
| Mi perspectiva                                         | 2004                  | • Escucha (2004) * Laura Live Gira Mundial 09 (Medley Rock Live) (CD 2009) |
| Víveme                                                 | 2004 2013             | • Escucha atento (2004) * Live in Paris 05 (versione unplugged) (CD 2005) * Grandes Canciones De Grandes Telenovelas (compilation 2007) * San Siro 2007 (Medley Live) (CD, DVD 2007) * Laura Live Gira Mundial 09 (Live) (CD, DVD 2009) * 20 - Grandes Exitos (New Version con Alejandro Sanz (2013) |
| Escucha atento                                         | 2004                  | • Escucha (2004) * Live in Paris 05 (Live) (CD, DVD 2005) * Laura Live Gira Mundial 09 (Live) (CD, DVD 2009) |
| Tu nombre en mayúsculas                                | 2004                  | • Escucha |
| Bendecida pasión                                       | 2004                  | • Escucha (2004) * Laura Live Gira Mundial 09 (Medley Rock Live) (CD 2009) |
| Como si no nos hubiéramos amado                        | 2004                  | • Escucha (2004) * Laura Live Gira Mundial 09 (Live) (CD, DVD 2009) * Inédito - Special Edition (Live) (DVD 2012) * 20 - Grandes Exitos (Remastered Version) (2013) |
| Tan importante                                         | 2004                  | • Escucha |
| Háblame                                                | 2004                  | • Escucha (2004) * Laura Live Gira Mundial 09 (Medley Rock Live) (CD 2009) |
| Donde el aire es ceniza                                | 2004                  | • Escucha |
| Amar completamente                                     | 2004                  | • Escucha |
| Alzando nuestros brazos                                | 2008                  | • Primavera anticipada |
| En cambio no                                           | 2008                  | • Primavera anticipada (2008) * Laura Live Gira Mundial 09 (Live) (CD, DVD 2009) * 20 - Grandes Exitos (Remastered Version) (2013) |
| Del modo más sincero                                   | 2008                  | • Primavera anticipada |
| Un hecho obvio                                         | 2008                  | • Primavera anticipada |
| Mis beneficios                                         | 2008                  | • Primavera anticipada (2008) * Laura Live Gira Mundial 09 (Medley Rock Live) (CD 2009) * Inédito - Special Edition (Live) (DVD 2012) |
| Antes de irte                                          | 2008                  | • Primavera anticipada |
| Más que ayer                                           | 2008                  | • Primavera anticipada |
| Bellísimo así                                          | 2008                  | • Primavera anticipada (2008) * Laura Live World Tour 09 (Medley Pop Live) (DVD 2009) * Laura Live Gira Mundial 09 (Medley Pop Live) (DVD 2009) |
| La impresión                                           | 2008                  | • Primavera anticipada |
| La geografía de mi camino                              | 2008                  | • Primavera anticipada |
| Cada color al cielo                                    | 2008                  | • Primavera anticipada |
| Primavera anticipada                                   | 2008                  | • Primavera anticipada |
| Hermana tierra                                         | 2008                  | • Primavera anticipada |
| Un tiempo en el que vivir                              | 2008                  | • Download digitale |
| Con la musica en la radio                              | 2009 2013             | • Laura Live Gira Mundial 09 (CD 2009) * Inédito - Special Edition (Live) (DVD 2012) * 20 - Grandes Exitos (New Version) (2013) |
| Ella no soy                                            | 2009                  | • Laura Live Gira Mundial 09 |
| Menos mal                                              | 2009                  | • Laura Live Gira Mundial 09 |
| Bienvenido                                             | 2011                  | • Inédito (2011) * Encanto del Caribe Arthur Hanlon & Friends (Live con Arthur Hanlon al pianoforte) (CD, DVD 2011) * Inédito - Special Edition (Live) (DVD 2012) * 20 - Grandes Exitos (Remastered Version) (2013) |
| Jamás abandoné                                         | 2011                  | • Inédito (2011) * Inédito - Special Edition (Live) (DVD 2012) * 20 - Grandes Exitos (Remastered Version) (2013) |
| Bastaba                                                | 2011                  | • Inédito (2011) * Inédito - Special Edition (Live) (DVD 2012) * Ñ El disco del año 2012 (compilation 2012) |
| Las cosas que no me espero                             | 2011                  | • Inédito (2011) * Inédito - Special Edition (con Carlos Baute) (CD 2012) * Ñ El disco del año 2012 (con Carlos Baute) (compilation 2012) |
| Hace tiempo (con Ivano Fossati)                        | 2011                  | • Inédito |
| Me quedo                                               | 2011                  | • Inédito |
| Cada uno juega su partida                              | 2011                  | • Inédito |
| Inédito (Lo exacto opuesto de ti) (con Gianna Nannini) | 2011                  | • Inédito (2011) * Inedito Deluxe Edition (Versione solista) (2011) * Inédito - Special Edition (Live solista) (DVD 2012) |
| Como vives tú sin mí                                   | 2011                  | • Inédito |
| A simple vista                                         | 2011                  | • Inédito (2011) * Inédito - Special Edition (Live) (DVD 2012) |
| Quién lo sabrá                                         | 2011                  | • Inédito |
| Asì celeste                                            | 2011                  | • Inédito (2011) * 20 - Grandes Exitos (Remastered Version) (2013) |
| Lo que tú me das                                       | 2011                  | • Inédito |
| Te digo adiós                                          | 2011                  | • Inédito |
| Donde quedo solo yo                                    | 2013 2014             | • 20 - Grandes Exitos (2013) * 20 - Grandes Exitos New Version 2014 (con Álex Ubago) (2014) |
| Limpio                                                 | 2013                  | • 20 - Grandes Exitos Latin Edition (Spanish Solo Version) * 20 - Grandes Exitos Spanish Edition (Spanish Duo Version con Kylie Minogue) * Limpido Maxi Single (Spanish Solo Version e Spanish Duo Version con Kylie Minogue) |
| Sino a ti                                              | 2013 2014             | • 20 - Grandes Exitos (2013) * 20 - Grandes Exitos New Version 2014 (con Thalía) (2014) |
| Lado derecho del corazón                               | 2015                  | • Similares |
| Similares                                              | 2015                  | • Similares |
| 200 notas                                              | 2015                  | • Similares |
| Enamorada                                              | 2015 2016             | • Similares (2015) * Download digitale, Vinile (Takagi & Ketra Remix) (2016) * Download digitale, Vinile (Takagi & Ketra Remix [No Speech]) (2016) * Download digitale, Vinile (KeeJay Freak Remix) (2016) * Download digitale, Vinile (Fresco Remix) (2016) * Download digitale, Vinile (Giovani Leoni Remix) (2016) |
| Pregúntale al cielo                                    | 2015                  | • Similares |
| He creído en mí                                        | 2015                  | • Similares |
| En la puerta de al lado                                | 2015                  | • Similares |
| Nuestro amor de cada día                               | 2015                  | • Similares |
| Regresaré (con calma se verá)                          | 2015                  | • Similares |
| Culpable                                               | 2015                  | • Similares |
| Yo estuve (+ amor x favor)                             | 2015                  | • Similares |
| Solo nubes                                             | 2015                  | • Similares |
| Es la música                                           | 2015                  | • Similares |
| Lo sabías antes tú                                     | 2015                  | • Similares |
| A ella le debo mi amor (con Paola Carta)               | 2015                  | • Similares |
| Nadie ha dicho                                         | 2018                  | • Hazte sentir |
| Nuevo                                                  | 2018                  | • Fatti sentire (2018) * Hazte sentir (2018) * Fatti sentire ancora (Live) (DVD 2018) * Hazte sentir más (Live) (DVD 2018) |
| La solución                                            | 2018                  | • Hazte sentir (2018) * Hazte sentir más (con Carlos Rivera) (2018) |
| Está.allá                                              | 2018                  | • Hazte sentir |
| Verdades a medias                                      | 2018                  | • Hazte sentir |
| Dos ventanas                                           | 2018                  | • Hazte sentir |
| Fantástico (Haz lo que eres)                           | 2018                  | • Hazte sentir |
| Algo que te debo                                       | 2018                  | • Hazte sentir |
| Un proyecto de vida en común                           | 2018                  | • Hazte sentir |
| El caso está perdido                                   | 2018                  | • Hazte sentir |
| Niebla gris                                            | 2018                  | • Hazte sentir |
| Francesca                                              | 2018                  | • Hazte sentir |
| El valor de seguir adelante                            | 2018                  | • Hazte sentir (2018) * Hazte sentir más (con Biagio Antonacci) (2018) |
| Nadie ha dicho (Remix) (con Gente de Zona)             | 2020                  | • Hazte sentir más * Fatti sentire ancora (Medley Reggaeton Live solista) (DVD 2018) * Hazte sentir más (Medley Reggaeton Live solista) (DVD 2018) |
| Yo sì (Seen)                                           | 2018                  | • Io sì EP (Download digitale 2020, Vinile 2021) * Io sì EP Remix (Dave Audé Remix, Download digitale 2021) |
| Caja                                                   | 2022                  | • Caja (Download digitale, Vinile) |
| Cero                                                   | 2023                  | • Almas paralelas |
| Un buen inicio                                         | 2023                  | • Almas paralelas * Anime parallele Deluxe Edition (Live in Sevilla) |
| Durar                                                  | 2023                  | • Almas paralelas |
| Perdona si no es así                                   | 2023                  | • Almas paralelas |
| Qué es                                                 | 2023                  | • Almas paralelas |
| Todas las veces                                        | 2023                  | • Almas paralelas |
| El primer paso en la luna                              | 2023                  | • Almas paralelas |
| Hogar natural                                          | 2023                  | • Almas paralelas |
| Mas que una idea                                       | 2023                  | • Almas paralelas |
| Almas paralelas                                        | 2023                  | • Almas paralelas |
| Pero                                                   | 2023                  | • Almas paralelas |
| Flashback                                              | 2023                  | • Almas paralelas |
| Venus                                                  | 2023                  | • Almas paralelas |
| Vale la pena                                           | 2023                  | • Almas paralelas |
| Más allá de la superficie                              | 2023                  | • Almas paralelas |
| Frente a nosotros                                      | 2023                  | • Almas paralelas |
| Enemiga                                                | 2023                  | • Anime parallele Deluxe Edition (2023) • Download digitale (2024) |
| A ese amor tan nuestro                                 | 2023                  | • Anime parallele Deluxe Edition (2023) • Download digitale (2024) |
| Chao                                                   | 2024                  | • Almas paralelas (Download digitale) |
| Te llevarás muy lejos                                  | 2024                  | • Almas paralelas (Download digitale) |

Cover
| Titolo                                      | Anno di registrazione | Album di pubblicazione |
| ------------------------------------------- | --------------------- | --- |
| Yo canto                                    | 2006                  | • Yo canto (2006) * Laura Live Gira Mundial 09 (Live) (CD 2009) * Inédito - Special Edition (Live) (DVD 2012)                                                       |
| Dos                                         | 2006                  | • Yo canto |
| Escríbeme                                   | 2006                  | • Yo canto |
| Mi libre canción (con Juanes)               | 2006                  | • Yo canto (2006) • Download digitale (Versione solista) (2006) * San Siro 2007 (Live versione solista) (CD, DVD 2007)                                              |
| Destino Paraíso                             | 2006                  | • Yo canto |
| Estrella gemela                             | 2006                  | • Yo canto |
| Como el sol inesperado                      | 2006                  | • Yo canto |
| Cinco días                                  | 2006                  | • Yo canto |
| Y mi banda toca el rock                     | 2006                  | • Yo canto (2006) * San Siro 2007 (Live) (CD, DVD 2007) * Inédito - Special Edition (Live) (DVD 2012)                                                               |
| Dispárame, dispara                          | 2006                  | • Yo canto (2006) * San Siro 2007 (Live) (CD, DVD 2007) * Laura Live Gira Mundial 09 (Medley Rock Live) (CD 2009) * 20 - Grandes Exitos (Remastered Version) (2013) |
| Corazón frágil                              | 2006                  | • Yo canto |
| No me lo puedo explicar (con Tiziano Ferro) | 2006                  | • Yo canto (2006) * Download digitale (Versione solista) (2006) |
| En los jardines donde nadie va              | 2006                  | • Yo canto |
| En un cuarto casi rosa                      | 2006                  | • Yo canto |
| Cuando                                      | 2006                  | • Yo canto |
| Por el camino                               | 2006                  | • Yo canto |
| Es no es                                    | 2006                  | • Download digitale |
| Va a nevar                                  | 2016                  | • Laura Navidad (2016) • Laura Xmas Deluxe Edition (2017) |
| Santa Claus ilegó a la ciudad               | 2016                  | • Laura Navidad (2016) • Laura Xmas Deluxe Edition (2017) |
| Blanca Navidad                              | 2016                  | • Laura Navidad (2016) • Laura Xmas Deluxe Edition (2017) |
| Noche de paz                                | 2016                  | • Laura Navidad (2016) • Laura Xmas Deluxe Edition (2017) |
| Turista                                     | 2025                  | • Download digitale |

## Brani in lingua spagnola-portoghese
Inediti
| Titolo                                                                   | Anno di registrazione | Album di pubblicazione                                                                                          |
| ------------------------------------------------------------------------ | --------------------- | --- |
| Cuando se ama (Sei que me amavas) (New Version) (con Gilberto Gil)       | 2001                  | • Lo mejor de Laura Pausini - Volveré junto a ti (2001) * Live in Paris 05 (Medley Live solista) (CD, DVD 2005) |
| Las cosas que vives/Tudo o que eu vivo (New Version) (con Ivete Sangalo) | 2013                  | • 20 - The Greatest Hits                                                                                        |
| Novo (con Simone & Simaria)                                              | 2018                  | • Fatti sentire Brazilian Edition (2018) * Download digitale (con Simone & Simaria) (Sertaneja Remix) (2018)    |

## Brani in lingua spagnola-inglese
Inediti
| Titolo                                                 | Anno di registrazione | Album di pubblicazione |
| ------------------------------------------------------ | --------------------- | --- |
| Me abandono a ti                                       | 2004                  | • Escucha (2004) * 20 - Grandes Exitos (Remastered Version) (2013)                                                                    |
| Primavera anticipada (It Is My Song) (con James Blunt) | 2008                  | • Primavera anticipada (2008) * Laura Live Gira Mundial 09 (Live solista) (CD 2009) * 20 - Grandes Exitos (Remastered Version) (2013) |

Cover
| Titolo        | Anno di registrazione | Album di pubblicazione                                                                                           |
| ------------- | --------------------- | --- |
| Feliz Navidad | 2016                  | • Laura Xmas (2016) • Laura Xmas French Edition (2016) • Laura Navidad (2016) • Laura Xmas Deluxe Edition (2017) |

Mai incisi
| Titolo                   |
| ------------------------ |
| For You Love (Sonámbula) |

## Brani in lingua portoghese
Inediti
| Titolo                                     | Anno di registrazione | Album di pubblicazione                                                                                      |
| ------------------------------------------ | --------------------- | --- |
| Tudo o que eu vivo                         | 1996                  | • Le cose che vivi Brazilian Edition                                                                        |
| Inesquecível                               | 1996                  | • Le cose che vivi Brazilian Edition                                                                        |
| Apaixonados como nós                       | 1996                  | • Le cose che vivi Brazilian Edition (1996) * San Siro 2007 (Medley Live) (CD, DVD 2007)                    |
| Agora não                                  | 2008                  | • Download digitale                                                                                         |
| No primeiro olhar                          | 2011                  | • Inedito Brazilian Edition * Inédito Deluxe Edition                                                        |
| Novo (Solo Version)                        | 2018                  | • Fatti sentire ancora Brazilian Edition                                                                    |
| Eu sim (Io sì)                             | 2020                  | • Io sì EP (Download digitale 2020, Vinile 2021) * Io sì EP Remix (Dave Audé Remix, Download digitale 2021) |
| Durar (uma vida com você) (con Tiago Iorc) | 2023                  | • Anime parallele Brazilian Edition * Durar (Acoustic Version, Download digitale)                           |

## Brani in lingua inglese
Inediti
| Titolo                     | Anno di registrazione | Album di pubblicazione |
| -------------------------- | --------------------- | --- |
| La solitudine (Loneliness) | 1995                  | • Laura Pausini English Edition (1995) * Laura Pausini: 25 Aniversario Box (CD 3 - Alternative version) (2019) |
| Looking For An Angel       | 1998                  | • La mia risposta (1998) * Mi respuesta (1998) * Plays Well with Other (2018) |
| One More Time              | 1999                  | • Message in a Bottle - Original Soundtrack (1999) * The Best of Laura Pausini - E ritorno da te (2001) * Lo mejor de Laura Pausini - Volveré junto a ti (2001) * Live 2001-2002 World Tour (Live) (DVD 2002) * 20 - The Greatest Hits (2013) * 20 - Grandes Exitos (2013) |
| The Extra Mile             | 2000                  | • Tra te e il mare * Entre tú y mil mares |
| I Need Love                | 2002                  | • From the Inside |
| Do I Dare                  | 2002                  | • From the Inside |
| Surrender                  | 2002 2013             | • From the Inside (2002) * The Best of Laura Pausini - E ritorno da te Scandinavian Edition (come Bonus Track) (2004) * Hit Box 2003 (compilation 2003) * Top Of The Year 2004 (compilation 2004) * Live in Paris 05 (Live) (CD, DVD 2005) * San Siro 2007 (Medley Live) (CD, DVD 2007) * Laura Live World Tour 09 (Medley Soft Live) (DVD 2009) * Laura Live Gira Mundial 09 (Medley Soft Live) (DVD 2009) * Inedito - Special Edition (Medley Dance Live) (DVD 2012) * Inédito - Special Edition (Medley Dance Live) (DVD 2012) * 20 - The Greatest Hits (New Version) (2013) * 20 - Grandes Exitos (New Version) (2013) |
| If That's Love             | 2002                  | • From the Inside |
| It's Not Good-Bye          | 2002 2013             | • From the Inside (2002) * Najlepsza Muzyka! Do Uslyszenia (The Best Music! Hear From You Soon) (compilation 2004) * 20 - The Greatest Hits Italian Edition (New Version) (2013) |
| Love Comes From the Inside | 2002                  | • From the Inside |
| Every Little Thing You Do  | 2002                  | • From the Inside * From the Inside (Piano/Vocal Reprise) |
| Every Day Is a Monday      | 2002                  | • From the Inside (2002) * 20 - The Greatest Hits (Remastered Version) (2013) * 20 - Grandes Exitos (Remastered Version) (2013) * 20 - Grandes Exitos (Remastered Version) (2013) |
| You Are                    | 2002                  | • From the Inside |
| I Do To Be                 | 2002                  | • From the Inside |
| Without You                | 2002                  | • From the Inside |
| No River Is Wilder         | 2018                  | • Fatti sentire Hazte sentir |
| Seen (Io sì)               | 2020                  | • Io sì EP (Download digitale 2020, Vinile 2021) * Io sì EP Remix (Dave Audé Remix, Download digitale 2021) |

Cover
| Titolo                                             | Anno di registrazione | Album di pubblicazione |
| -------------------------------------------------- | --------------------- | --- |
| La isla bonita                                     | 2007                  | • San Siro 2007 (Medley Live) (DVD 2007)                                                                                    |
| Heal the World (Live)                              | 2009                  | • Laura Live World Tour 09 (DVD 2009) * Laura Live Gira Mundial 09 (DVD 2009)                                               |
| Disco Inferno (Live)                               | 2012                  | • Inedito - Special Edition (Medley New Year's Eve) (CD, DVD) * Inédito - Special Edition (Medley New Year's Eve) (CD, DVD) |
| Never Can Say Goodbye (Live)                       | 2012                  | • Inedito - Special Edition (Medley New Year's Eve) (CD, DVD) * Inédito - Special Edition (Medley New Year's Eve) (CD, DVD) |
| Celebration (Live)                                 | 2012                  | • Inedito - Special Edition (Medley New Year's Eve) (CD, DVD) * Inédito - Special Edition (Medley New Year's Eve) (CD, DVD) |
| Relight My Fire (Live)                             | 2012                  | • Inedito - Special Edition (Medley New Year's Eve) (CD, DVD) * Inédito - Special Edition (Medley New Year's Eve) (CD, DVD) |
| Don't Let Me Be Misunderstood (Live)               | 2012                  | • Inedito - Special Edition (Medley New Year's Eve) (CD, DVD) * Inédito - Special Edition (Medley New Year's Eve) (CD, DVD) |
| Le Freak (Live)                                    | 2012                  | • Inedito - Special Edition (Medley New Year's Eve) (CD, DVD) * Inédito - Special Edition (Medley New Year's Eve) (CD, DVD) |
| We Are Family (Live)                               | 2012                  | • Inedito - Special Edition (Medley New Year's Eve) (CD, DVD) * Inédito - Special Edition (Medley New Year's Eve) (CD, DVD) |
| Girls Just Want to Have Fun (Live)                 | 2012                  | • Inedito - Special Edition (Medley New Year's Eve) (CD, DVD) * Inédito - Special Edition (Medley New Year's Eve) (CD, DVD) |
| Self Control (Live)                                | 2012                  | • Inedito - Special Edition (Medley New Year's Eve) (CD, DVD) * Inédito - Special Edition (Medley New Year's Eve) (CD, DVD) |
| Tarzan Boy (Live)                                  | 2012                  | • Inedito - Special Edition (Medley New Year's Eve) (CD, DVD) * Inédito - Special Edition (Medley New Year's Eve) (CD, DVD) |
| Crying at the Discoteque (Live)                    | 2012                  | • Inedito - Special Edition (Medley New Year's Eve) (CD, DVD) * Inédito - Special Edition (Medley New Year's Eve) (CD, DVD) |
| Venus (Live)                                       | 2012                  | • Inedito - Special Edition (Medley New Year's Eve) (CD, DVD) * Inédito - Special Edition (Medley New Year's Eve) (CD, DVD) |
| Hot Stuff (Live)                                   | 2012                  | • Inedito - Special Edition (Medley New Year's Eve) (CD, DVD) * Inédito - Special Edition (Medley New Year's Eve) (CD, DVD) |
| What Is Love (Live)                                | 2012                  | • Inedito - Special Edition (Medley New Year's Eve) (CD, DVD) * Inédito - Special Edition (Medley New Year's Eve) (CD, DVD) |
| The Rhythm of the Night (Live)                     | 2012                  | • Inedito - Special Edition (Medley New Year's Eve) (CD, DVD) * Inédito - Special Edition (Medley New Year's Eve) (CD, DVD) |
| Born to Be Alive (Live)                            | 2012                  | • Inedito - Special Edition (Medley New Year's Eve) (CD, DVD) * Inédito - Special Edition (Medley New Year's Eve) (CD, DVD) |
| Walk like an Egyptian (Live)                       | 2012                  | • Inedito - Special Edition (Medley New Year's Eve) (CD, DVD) * Inédito - Special Edition (Medley New Year's Eve) (CD, DVD) |
| You're the One That I Want (Live)                  | 2012                  | • Inedito - Special Edition (Medley New Year's Eve) (CD, DVD) * Inédito - Special Edition (Medley New Year's Eve) (CD, DVD) |
| YMCA (Live)                                        | 2012                  | • Inedito - Special Edition (Medley New Year's Eve) (CD, DVD) * Inédito - Special Edition (Medley New Year's Eve) (CD, DVD) |
| Black or White (Live)                              | 2012                  | • Inedito - Special Edition (Medley Tribute) (DVD) * Inédito - Special Edition (Medley Tribute) (DVD)                       |
| Papa Don't Preach (Live)                           | 2012                  | • Inedito - Special Edition (Medley Tribute) (DVD) * Inédito - Special Edition (Medley Tribute) (DVD)                       |
| Lady Marmalade (con Syria e Paola & Chiara) (Live) | 2012                  | • Inedito - Special Edition (Medley Tribute) (DVD) * Inédito - Special Edition (Medley Tribute) (DVD)                       |
| It's Beginning to Look a Lot Like Christmas        | 2016                  | • Laura Xmas (2016) * Laura Xmas French Edition (2016) * Laura Navidad (2016) * Laura Xmas Deluxe Edition (2017)            |
| Let It Snow! Let It Snow! Let It Snow!             | 2016                  | • Laura Xmas (2016) * Laura Xmas French Edition (2016) * Laura Xmas Deluxe Edition (2017)                                   |
| Santa Claus Is Coming to Town                      | 2016                  | • Laura Xmas (2016) * Laura Xmas French Edition (2016) * Laura Xmas Deluxe Edition (2017)                                   |
| Jingle Bell Rock                                   | 2016                  | • Laura Xmas (2016) * Laura Xmas French Edition (2016) * Laura Navidad (2016) * Laura Xmas Deluxe Edition (2017)            |
| Have Yourself a Merry Little Christmas             | 2016                  | • Laura Xmas (2016) * Laura Xmas French Edition (2016) * Laura Navidad (2016) * Laura Xmas Deluxe Edition (2017)            |
| Jingle Bells                                       | 2016                  | • Laura Xmas (2016) * Laura Xmas French Edition (2016) * Laura Navidad (2016) * Laura Xmas Deluxe Edition (2017)            |
| White Christmas                                    | 2016                  | • Laura Xmas (2016) * Laura Xmas Deluxe Edition (2017)                                                                      |
| Happy Xmas (War Is Over)                           | 2016                  | • Laura Xmas (2016) * Laura Xmas French Edition (2016) * Laura Navidad (2016) * Laura Xmas Deluxe Edition (2017)            |
| Oh Happy Day                                       | 2016                  | • Laura Xmas (2016) * Laura Xmas French Edition (2016) * Laura Navidad (2016) * Laura Xmas Deluxe Edition (2017)            |

Demo
| Titolo               | Anno di registrazione | Demo di pubblicazione               |
| -------------------- | --------------------- | ----------------------------------- |
| Harmony in Love      | 1993                  | • Harmony in Love (33 giri singolo) |
| All at Once          | 1987                  | • I sogni di Laura                  |
| Love Me Tender       | 1987                  | • I sogni di Laura                  |
| The Best             | 1991                  | • L'immenso                         |
| Nothing Compares 2 U | 1991                  | • L'immenso                         |

Mai incisi
| Titolo    |
| --------- |
| Kiss Kiss |

## Brani in lingua catalana
Inediti
| Titolo            | Anno di registrazione | Album di pubblicazione                             |
| ----------------- | --------------------- | -------------------------------------------------- |
| Jo sempre hi seré | 2014                  | • El disc de la Marató 2014: Les malalties del cor |

## Brani in lingua latina
Cover
| Titolo         | Anno di registrazione | Album di pubblicazione                                                                                           |
| -------------- | --------------------- | --- |
| Adeste fideles | 2016                  | • Laura Xmas (2016) * Laura Xmas French Edition (2016) * Laura Navidad (2016) * Laura Xmas Deluxe Edition (2017) |

## Brani di altri artisti con Laura Pausini
| Titolo                                                   | Duetto con artista                                                                       | Anno di registrazione | Album di pubblicazione | Lingua            |
| -------------------------------------------------------- | ---------------------------------------------------------------------------------------- | --------------------- | --- | ----------------- |
| Surrender to Love                                        | Ray Charles                                                                              | 1998                  | • Genius&Friends (album postumo, 2005) * Tutto Ray (raccolta 2007) * 20 - The Greatest Hits (2013) * 20 - Grandes Exitos (2013) | inglese           |
| We are the World (Live)                                  | Zucchero Fornaciari, Joe Cocker, Renato Zero, Alex Britti, Lionel Richie, Gianni Morandi | 1999                  | • Pavarotti & Friends for Guatemala and Kosovo (MC, CD, VHS) | inglese           |
| Tu che m'hai preso il cuor (Live)                        | Luciano Pavarotti                                                                        | 1999                  | • Pavarotti & Friends for Guatemala and Kosovo (CD, DVD) | italiana          |
| Todo para ti                                             | Artisti vari                                                                             | 2001                  | • Download digitale | spagnola          |
| Sei solo tu                                              | Nek                                                                                      | 2002                  | • Le cose da difendere | italiana          |
| Tan solo tu                                              | Nek                                                                                      | 2002                  | • Las cosas que defenderé | spagnola          |
| Esperanca                                                | Alejandro Sanz, Gilbert Abraham Stein, Fama Coral                                        | 2002                  | • Esperanca | italo-portoghese  |
| On n'oublie jamais rien, on vit avec                     | Hélène Ségara                                                                            | 2003                  | • Humaine (2003) * Le Best of (2004) * Les 50 plus belles chansons (2007) * Les n°1 de Hélène Ségara (2009) * NRJ Music Awards 2004 (compilation 2004) * NRJ Hit Music Only (compilation 2004) * Les plus belles voix 3 (compilation 2004) * Girls 2004 (compilation 2004) * Duos d'aujourd'hui (compilation 2005) * Vos plus belles émotions (compilation 2005) * 20 - The Greatest Hits French Edition (2013) | italiana-francese |
| Pagano (coinvolta nella canzone)                         | Elio e le Storie Tese                                                                    | 2003                  | • Cicciput | italiana          |
| Como tú y como yo                                        | Sin Bandera                                                                              | 2005                  | • Mañana | spagnola          |
| You'll Never Find Another Love like Mine (Live)          | Michael Bublé                                                                            | 2005                  | • Caught in the Act (CD, DVD 2005) * 20 - The Greatest Hits (2013) * 20 - Grandes Exitos (2013) | inglese           |
| La loi du silence/Parole e silenzio (Live)               | Johnny Hallyday                                                                          | 2006                  | • Flashback Tour (CD, DVD) | italiana-spagnola |
| Te amaré                                                 | Miguel Bosé                                                                              | 2007                  | • Papito (2007) * 20 - The Greatest Hits (2013) * 20 - Grandes Exitos (2013) | spagnola          |
| Dare to Live (vivere)                                    | Andrea Bocelli                                                                           | 2007 2008             | • Vivere - The Best of Andrea Bocelli (2007) * Vivere. Live in Tuscany (Live) (DVD 2008) * 20 - The Greatest Hits (2013) | italiana-inglese  |
| Vive ya! (vivere)                                        | Andrea Bocelli                                                                           | 2007                  | • Viviré - Lo mejor de Andrea Bocelli (2007) * 20 - Grandes Exitos (2013) | spagnola          |
| Todo vuelve a empezar                                    | Luis Fonsi                                                                               | 2008                  | • Palabras del silencio | spagnola          |
| Paris au mois d'aout                                     | Charles Aznavour                                                                         | 2008 2009             | • Duos (2008) * Laura Live World Tour 09 (Live con Fabrizio Pausini) (DVD 2009) * Laura Live Gira Mundial 09 (Live con Fabrizio Pausini) (DVD 2009) * 20 - The Greatest Hits (2013) * 20 - Grandes Exitos (2013) | francese          |
| Parigi in agosto                                         | Charles Aznavour                                                                         | 2008                  | • Duos | italiana-francese |
| Caruso (Live)                                            | Jovanotti                                                                                | 2008                  | • The Tribute to Pavarotti - One Amazing Weekend in Petra (DVD 2009) | italiana          |
| Domani 21/04.2009                                        | Artisti Uniti per l'Abruzzo                                                              | 2009                  | • Domani 21/04.2009 (CD singolo) | italiana          |
| Donna d'Onna (Live)                                      | Gianna Nannini, Fiorella Mannoia, Giorgia & Elisa                                        | 2009                  | • Amiche per l'Abruzzo (DVD) | italiana          |
| E penso a te (Live)                                      | Fiorella Mannoia                                                                         | 2009                  | • Amiche per l'Abruzzo (DVD) | italiana          |
| Quello che le donne non dicono (Live)                    | Fiorella Mannoia, Giorgia, Elisa & Carmen Consoli                                        | 2009                  | • Amiche per l'Abruzzo (DVD) | italiana          |
| Gocce di memoria (Live)                                  | Giorgia                                                                                  | 2009                  | • Amiche per l'Abruzzo (DVD) | italiana          |
| Luce (tramonti a nord est) (Live)                        | Elisa, Irene Grandi                                                                      | 2009                  | • Amiche per l'Abruzzo (DVD) | italiana          |
| Sei nell'anima (Live)                                    | Gianna Nannini                                                                           | 2009                  | • Amiche per l'Abruzzo (DVD) | italiana          |
| Con tutto l'amore che posso (Live)                       | Claudio Baglioni Stefano Di Battista (sassofono)                                         | 2009                  | • Q.P.G.A. | italiana          |
| Gracias a la vida                                        | Voces unidas por Chile                                                                   | 2010                  | • Gracias a la vida (CD singolo) | spagnola          |
| Galilea (Live)                                           | Sergio Dalma                                                                             | 2011                  | • Sergio Dalma Via Dalma II - presentacion en vivo (DVD) | spagnola          |
| Massena Christmas Party (Jingle natalizio, Radio Deejay) | Tiziano Ferro, Giorgia, Mario Biondi                                                     | 2011                  | • Download digitale | italiana          |
| Sorridi                                                  | Gloria Estefan                                                                           | 2013                  | • The Standards (European Edition) | italiana          |
| Sonríe                                                   | Gloria Estefan                                                                           | 2013                  | • The Standards (Latin, European Edition) | spagnola          |
| Historia de un amor                                      | Lucho Gatica                                                                             | 2013                  | • Historia de un amor | spagnola          |
| Quello che le donne non dicono                           | Fiorella Mannoia                                                                         | 2014                  | • Fiorella | italiana          |
| Abrázame muy fuerte                                      | Juan Gabriel                                                                             | 2015                  | • Los dúo | spagnola          |
| Hoy                                                      | Por ti Perú hoy                                                                          | 2017                  | • Por ti Perú hoy (EP, Perù) • Download digitale (Resto del mondo) | spagnola          |
| Y, ¿si fuera ella?                                       | Alejandro Sanz, Pablo Alborán, Shakira (e altri)                                         | 2017                  | Download digitale | spagnola          |
| In questa nostra casa nuova                              | Biagio Antonacci                                                                         | 2019                  | • Download digitale, Vinile • Download digitale, Vinile (Acoustic Version) | italiana          |
| Roma                                                     | Luis Fonsi                                                                               | 2024                  | • El viaje | spagnola          |
| Zeri in più (Locura)                                     | Lazza                                                                                    | 2024                  | • Locura | italiana          |
| Se fue                                                   | Rauw Alejandro                                                                           | 2024                  | • Cosa nuestra | spagnola          |